# Фуда, Саид
Саи́д Абдуллати́ф Фу́да (араб. سعيد عبد اللطيف فودة‎; род. 1967, Хайфа, Палестина) — иорданский исламский учёный-богослов, исследователь, мыслитель в области вероубеждении, каляма, логики и основ исламской юриспруденции (усуль аль-фикх). Один из самых выдающихся ашаритских авторитетов Иордании за последние десятилетия.

## Биография
Родился в 1967 году в городе Караме (Иордания). Его семья жила в Палестине. После израильской оккупации Палестины семья эмигрировала из Яфы в Иорданию. Из Аммана его семья переехала в город ар-Расифа. Там Саид Фуда окончил школу и начал получать шариатские знания у местных шейхов.
В возрасте одиннадцати лет начал обучение шафиитскому мазхабу, Корану, грамматике арабского языка и другим наукам у шейха Хасана аз-Зухайри. В возрасте 15 лет он начал обучение у специалиста в области чтений (кираат) Корана шейха Саида аль-Анбатави. Саид Фуда с шейхом аль-Анбатави выучил наизусть две трети Корана, изучил основы чтения (кираат) Варш, прошёл и выучил книги по таджвиду («Тухват аль-Атфаль» и «аль-Джазария») и книги по ашаритской акиде «Харида аль-Бахия» и «Джаухара ат-Таухид». В тот период шейх Саид аль-Анбатави преподавал науку единобожия только Саиду Фуде.
Саид Фуда изучал шафиитский и ханафитский фикх, а также другие шариатские науки. Среди шейхов, у которых он учился были: муфтий Иордании шейх Нух аль-Куда, шейх шазилийского тариката Ахмад аль-Джамаль и шейх Ибрахим Халифа. От последнего Фуда получил право преподавания (иджазы) книг по толкованию Корана, хадисоведению, единобожию (таухид), исламскому вероубеждению (акыде), основам исламской юриспруденции (усуль аль-фикх), логике (мантыку) и красноречию (баляге). С шейхом Нухом аль-Куда Саид Фуда изучил часть шарха на «Минхадж» имама ан-Навави, а под руководством шейха Ахмада аль-Джамаля он изучил примерно три четверти книги по ханафитскому мазхабу «Китаб аль-Ихтияр» аль-Маусыли. Также Саид Фуда поддерживает отношения с такими учёными, как: Абду-ль-Хади аль-Харса, Али Джума (муфтий Египта), Адиб аль-Каллас (Сирия), Абду-ль-Баит аль-Каттани, Абду-ль-Кадир аль-Ани (Ирак), доктор Умар Камиль, Хабиб Умар ибн Хафиз, Хабиб Али аль-Джифри (Йемен) и др.
Саид Фуда окончил электротехнический факультет Университета науки и техники Иордании по специальности электронные средства связи. Некоторое время работал по специальности электроинженер. Получил степень магистра в области вероубеждения (акыды) в Иорданском университете, а затем и степень доктора шариатских наук. Тема докторской диссертации — «Сравнительное изучение рациональных доводов существования Аллаха у мутакаллимов и философов».
В семнадцатилетнем возрасте Саид Фуда начал преподавать исламские науки. Со временем сам Саид Фуда сформировал вокруг себя группу студентов и мюридов в области юридических наук и преподавал ашарийское вероучение, теологию (калам) и другие науки. Его школа начала приносить плоды в виде учеников, которые позже станут известными в исламских юридических науках и в области пропаганды ислама (да’ва), проповеди и мысли, таких как Аун аль-Каддуми, доктор Амджад Рашид, доктор Ахмад аль-Хасанат и другие ученики Фуды.
В настоящее время шейх Саид Фуда является заведующим кафедры имама ар-Рази, даёт уроки в мечети короля Хусейна. Он считается одним из самых выдающихся ашаритских авторитетов Иордании за последние десятилетия.
Саид Фуда является автором многих книг и статей по исламу, подготовил к изданию ряд классических трудов по различным исламским наукам. Много ездит с лекциями по всему миру. Помимо арабского языка свободно владеет английским и итальянским.

## Труды
- «Кашиф ас-сагир ʼан ʼакаид Ибн Таймийя» (об акиде Ибн Таймийи);
- «Кашиф ас-сагир ʼан ʼакаид Ибн Рушд аль-Хафид» (об акыде Ибн Рушда);
- «Тадʼим аль-мантык» (в защиту науки логики);
- «аль-Муяссар фи шарх ас-суллям» (по логике);
- «Бухус фи ʼильм аль-калям»;
- Тахзиб шарх-Санусийя Умм аль-Барахин;
- «Маукыф имам аль-Газали фи ʼильм аль-калям» (Положение имама аль-Газали в науке калям);
- Хашия на «Шарх сугра ас-сугра» имама ас-Сануси;
- Хашия на «Шарх аль-Харида»;
- «Накд ар-рисаля ат-тадмурийя»;
- «Шарх аль-кабир ʼаля аль-акида ат-тахавийя» в 2 томах;
- «Хашия шарх аль-варакат»[1].